# لا آمپیا
لا آمپیا (به اسپانیایی: L'Ampolla) یک شهرستان در اسپانیا است که در کاتالونیا واقع شده‌است.

## خصوصیات
لا آمپیا ۳۵٫۶۵ کیلومترمربع مساحت و ۳٬۵۴۰ نفر جمعیت دارد و ۸ متر بالاتر از سطح دریا واقع شده‌است.